# Coupe d'Europe des clubs de basket-ball en fauteuil roulant 2019
Navigation
Saison précédente Saison suivante
La Coupe d'Europe des clubs de basket-ball en fauteuil roulant 2019, ou EuroCup 2019, est la 44e édition de la Coupe d'Europe des clubs de basket-ball en fauteuil roulant, organisée par l'IWBF Europe.

## Tours préliminaires

### Équipes dispensées de tour préliminaire (qualifications directes)
Les formations suivantes sont directement qualifiées pour les 1/4 de finale de la Ligue des Champions ou la phase finale d'une des trois Euroligues, selon le tableau ci-dessous.
| Équipe                  | Qualification directe pour          | Statut                                                     |
| ----------------------- | ----------------------------------- | ---------------------------------------------------------- |
| RSB Thüringia Bulls     | Ligue des Champions (1/4 de finale) | Champion d'Europe 2018                                     |
| CD Ilunion Madrid       | Ligue des Champions (1/4 de finale) | Vice-champion d'Europe 2018                                |
| Sheffield Steelers      | Euroligue 1                         | Club organisateur de la phase finale de l'Euroligue 1 2019 |
| ASD Santo Stefano Sport | Euroligue 2                         | Club organisateur de la phase finale de l'Euroligue 2 2019 |
| CD Amfiv Vigo           | Euroligue 3                         | Club organisateur de la phase finale de l'Euroligue 3 2019 |

### Ligue des Champions
Le tour préliminaire de la Ligue des Champions compte trois poules de cinq équipes. Les deux premières équipes se qualifient pour les 1/4 de finale, les troisièmes sont reversées au tour final de l'Euroligue 1 et les quatrièmes à celui de l'Euroligue 2.

#### Groupe A
Le club turc du Kardemir Karabükspor Kulübü, à la suite d'un dépôt de bilan, laisse sa place à ses compatriotes du Galatasaray SK.
Triple-doubles réalisés au cours de la compétition :
- Asier García Pereiro (Bilbao) contre Hamburg : 12 points, 12 rebonds et 15 passes décisives
- Özgür Gürbulak (Galatasaray) contre Cantù : 13 points, 13 rebonds et 11 passes décisives
- Asier García Pereiro (Bilbao) contre Galatasaray : 21 points, 11 rebonds et 12 passes décisives

| PCL Groupe A |                            |     |   |   |     |     |      |     |       |
|              | Équipe                     | Pts | G | P | PP  | PC  | Diff | Dép | Moy   |
| 1            | UnipolSai Briantea84 Cantù | 8   | 4 | 0 | 269 | 217 | +52  |     | 67-54 |
| 2            | Bidaideak Bilbao BSR       | 7   | 3 | 1 | 280 | 218 | +62  |     | 70-55 |
| 3            | Galatasaray SK             | 6   | 2 | 2 | 248 | 233 | +15  |     | 62-58 |
| 4            | BKIS Nevskiy Alyans VOI    | 5   | 1 | 3 | 170 | 278 | -108 |     | 43-70 |
| 5            | BG Baskets Hamburg         | 4   | 0 | 4 | 230 | 251 | -21  |     | 58-63 |

| Légende | Légende                                                   |
| ------- | --------------------------------------------------------- |
|         | Qualifié pour les 1/4 de finale de la Ligue des Champions |
|         | Qualifié pour la phase finale de l'Euroligue 1            |
|         | Qualifié pour la phase finale de l'Euroligue 2            |
|         | Éliminé                                                   |

| Galatasaray Cantù Hambourg Bilbao Nevskiy Alyans |

#### Groupe B
Triple-double réalisé lors de la compétition :
- Mateusz Filipski (Porto Torres) contre Le Cannet : 23 points, 11 rebonds et 13 passes décisives

| PCL Groupe B |                    |     |   |   |     |     |      |     |       |
|              | Équipe             | Pts | G | P | PP  | PC  | Diff | Dép | Moy   |
| 1            | RSV Lahn-Dill      | 7   | 3 | 1 | 280 | 234 | +46  | +4  | 70-59 |
| 2            | BSR Amiab Albacete | 7   | 3 | 1 | 319 | 247 | +72  | +2  | 80-62 |
| 3            | Hornets Le Cannet  | 7   | 3 | 1 | 269 | 265 | +4   | -6  | 67-66 |
| 4            | Oldham Owls        | 5   | 1 | 3 | 243 | 280 | -37  |     | 61-70 |
| 5            | GSD Porto Torres   | 4   | 0 | 4 | 220 | 305 | -85  |     | 55-76 |

| Légende | Légende                                                   |
| ------- | --------------------------------------------------------- |
|         | Qualifié pour les 1/4 de finale de la Ligue des Champions |
|         | Qualifié pour la phase finale de l'Euroligue 1            |
|         | Qualifié pour la phase finale de l'Euroligue 2            |
|         | Éliminé                                                   |

| Lahn-Dill Albacete Oldham Porto Torres Le Cannet |

#### Groupe C
Triple-double réalisé lors de la compétition :
- Cem Gezinci (Beşiktaş) contre Giulianova : 20 points, 14 rebonds, 10 passes décisives

| PCL Groupe C (phase préliminaire) |                          |     |   |   |     |     |      |     |       |
|                                   | Équipe                   | Pts | G | P | PP  | PC  | Diff | Dép | Moy   |
| 1                                 | Beşiktaş TSBT            | 8   | 4 | 0 | 282 | 200 | +82  |     | 71-50 |
| 2                                 | Deco Amicacci Giulianova | 7   | 3 | 1 | 249 | 244 | +5   |     | 62-61 |
| 3                                 | BSR ACE Gran Canaria     | 6   | 2 | 2 | 246 | 214 | +32  |     | 62-54 |
| 4                                 | Ilan Ramat Gan           | 5   | 1 | 3 | 239 | 251 | -12  |     | 60-63 |
| 5                                 | CS Meaux BF              | 4   | 0 | 4 | 159 | 266 | -107 |     | 40-67 |

| Légende | Légende                                                   |
| ------- | --------------------------------------------------------- |
|         | Qualifié pour les 1/4 de finale de la Ligue des Champions |
|         | Qualifié pour la phase finale de l'Euroligue 1            |
|         | Qualifié pour la phase finale de l'Euroligue 2            |
|         | Éliminé                                                   |

| Ramat Gan Beşiktaş Meaux Giulianova Gran Canaria |

### Euroligue 1
Le tour préliminaire de l'Euroligue 1 compte deux poules de cinq équipes. Les premières de chaque poule se qualifient pour le tour final de l'Euroligue 1, les deuxièmes pour celui de l'Euroligue 2 et les troisièmes à celui de l'Euroligue 3.

#### Groupe A
| PEL1 Groupe A |                                     |     |   |   |     |     |      |     |       |
|               | Équipe                              | Pts | G | P | Pm  | Pe  | Diff | Dép | Moy   |
| 1             | TSK Rehab Merkezi Engelliler SK     | 7   | 3 | 1 | 247 | 214 | +33  | +3  | 62-54 |
| 2             | SSD Santa Lucia                     | 7   | 3 | 1 | 270 | 199 | +71  | -3  | 68-50 |
| 3             | ASD Handicap Sport Varese           | 6   | 2 | 2 | 205 | 224 | -19  |     | 51-56 |
| 4             | BasKI TSOP Sankt-Peterbourg         | 5   | 1 | 3 | 207 | 243 | -36  | +2  | 52-61 |
| 5             | Interwetten Coloplast Sitting Bulls | 5   | 1 | 3 | 195 | 244 | -49  | -2  | 49-56 |

| Légende | Légende                                        |
| ------- | ---------------------------------------------- |
|         | Qualifié pour la phase finale de l'Euroligue 1 |
|         | Qualifié pour la phase finale de l'Euroligue 2 |
|         | Qualifié pour la phase finale de l'Euroligue 3 |
|         | Éliminé                                        |

| Sitting Bulls Varese BasKI Santa · Lucia Pendik |

#### Groupe B
| PEL1 Groupe B |                                    |     |   |   |     |     |      |     |       |
|               | Équipe                             | Pts | G | P | Pm  | Pe  | Diff | Dép | Moy   |
| 1             | RSC Köln 99ers                     | 7   | 3 | 1 | 244 | 154 | +90  | +39 | 61-39 |
| 2             | ASD Padova Millennium Basket ONLUS | 7   | 3 | 1 | 226 | 213 | +13  | -39 | 57-53 |
| 3             | London Titans                      | 6   | 2 | 2 | 213 | 195 | +18  | +1  | 53-49 |
| 4             | Pilatus Dragons RCZS               | 6   | 2 | 2 | 223 | 221 | +2   | -1  | 56-55 |
| 5             | Beit Halochem Haïfa                | 4   | 0 | 4 | 152 | 275 | -123 |     | 38-69 |

| Légende | Légende                                        |
| ------- | ---------------------------------------------- |
|         | Qualifié pour la phase finale de l'Euroligue 1 |
|         | Qualifié pour la phase finale de l'Euroligue 2 |
|         | Qualifié pour la phase finale de l'Euroligue 3 |
|         | Éliminé                                        |

| Pilatus Dragons London Haïfa Köln Padova |

### Euroligue 2
Le tour préliminaire de l'Euroligue 2 compte deux poules de cinq équipes. Les premières de chaque poule se qualifient pour le tour final de l'Euroligue 2 et les deuxièmes pour celui de l'Euroligue 3.

#### Groupe A
Fundación Grupo Norte Valladolid annonce son retrait de la compétition, au bénéfice du CP Mideba, tout comme Antwerp GEMBO Players remplacé par Izmir Buyuksehir.
| PEL2 Groupe A |                       |     |   |   |     |     |      |     |       |
|               | Équipe                | Pts | G | P | Pm  | Pe  | Diff | Dép | Moy   |
| 1             | CP Mideba Extremadura | 8   | 4 | 0 | 373 | 176 | +197 |     | 93-44 |
| 2             | Izmir Büyükşehir      | 7   | 3 | 1 | 285 | 188 | +97  |     | 71-47 |
| 3             | Toulouse Iron Club    | 6   | 2 | 2 | 269 | 265 | +4   |     | 67-66 |
| 4             | PDM Treviso           | 5   | 1 | 3 | 170 | 306 | -136 |     | 43-77 |
| 5             | SC DeVeDo             | 4   | 0 | 4 | 147 | 309 | -162 |     | 37-77 |

| Légende | Légende                                        |
| ------- | ---------------------------------------------- |
|         | Qualifié pour la phase finale de l'Euroligue 2 |
|         | Qualifié pour la phase finale de l'Euroligue 3 |
|         | Éliminé                                        |

| Treviso Toulouse Izmir DeVeDo Mideba |

#### Groupe B
| PEL2 Groupe B |                           |     |   |   |     |     |      |     |       |
|               | Équipe                    | Pts | G | P | Pm  | Pe  | Diff | Dép | Moy   |
| 1             | KKI Vrbas Banja Luka      | 8   | 4 | 0 | 335 | 246 | +89  |     | 84-62 |
| 2             | Beit Halochem Tel Aviv    | 7   | 3 | 1 | 310 | 274 | +36  |     | 78-69 |
| 3             | CTH Lannion               | 6   | 2 | 2 | 236 | 244 | -8   |     | 59-61 |
| 4             | SC Only Friends Amsterdam | 5   | 1 | 3 | 229 | 252 | -23  |     | 57-63 |
| 5             | Yalova Ortopedikler SK    | 4   | 0 | 4 | 219 | 313 | -94  |     | 55-78 |

| Légende | Légende                                        |
| ------- | ---------------------------------------------- |
|         | Qualifié pour la phase finale de l'Euroligue 2 |
|         | Qualifié pour la phase finale de l'Euroligue 3 |
|         | Éliminé                                        |

| Banja Luka Amsterdam Tel Aviv Lannion Yalova |

### Euroligue 3
Le tour préliminaire de l'Euroligue 3 compte trois poules de cinq équipes. Seules les premières de chaque poule se qualifient pour le tour final de l'Euroligue 3.

#### Groupe A
Le club turc du KK Turkcell Lefkoşa dispute cette saison la compétition sous le nom de Girne American University WBT.
| PEL3 Groupe A |                               |     |   |   |     |     |      |     |       |
|               | Équipe                        | Pts | G | P | Pm  | Pe  | Diff | Dép | Moy   |
| 1             | RBB Flink Stones Graz         | 7   | 3 | 1 | 240 | 223 | +17  | +8  | 60-56 |
| 2             | Aigles de Meyrin              | 7   | 3 | 1 | 274 | 226 | +48  | -8  | 69-57 |
| 3             | Girne American University WBT | 6   | 2 | 2 | 236 | 256 | -20  | +6  | 59-64 |
| 4             | Meylan Grenoble Handibasket   | 6   | 2 | 2 | 251 | 243 | +8   | -6  | 63-61 |
| 5             | Krylja Barsa Kazan            | 4   | 0 | 4 | 201 | 254 | -53  |     | 50-64 |

| Légende | Légende                                        |
| ------- | ---------------------------------------------- |
|         | Qualifié pour la phase finale de l'Euroligue 3 |
|         | Éliminé                                        |

| Meylan Meyrin Kazan Girne Graz |

#### Groupe B
Le club turc de l'Engelli Yıldızlar Istanbul SK dispute cette saison la compétition sous le nom complet de Fenerbahçe Engelli Yıldızlar SK. Les Français des Léopards de Guyenne Bordeaux se retirent quant à eux au profit des Bosniaques du KIK Zmaj Gradačac. Izmir BSB, repêché en Euroligue 2, est remplacé par Kielce.
| PEL3 Groupe B |                                 |     |   |   |     |     |      |     |        |
|               | Équipe                          | Pts | G | P | Pm  | Pe  | Diff | Dép | Moy    |
| 1             | Fenerbahçe Engelli Yıldızlar SK | 8   | 4 | 0 | 444 | 123 | +321 |     | 111-31 |
| 2             | KS Pactum Scyzory Kielce        | 7   | 3 | 1 | 243 | 230 | +13  |     | 61-58  |
| 3             | KIK Zmaj Gradačac               | 6   | 2 | 2 | 236 | 254 | -18  |     | 59-64  |
| 4             | WB Studánka Pardubice           | 5   | 1 | 3 | 182 | 294 | -112 |     | 46-74  |
| 5             | LTRSN Łódź                      | 4   | 0 | 4 | 130 | 334 | -204 |     | 33-84  |

| Légende | Légende                                        |
| ------- | ---------------------------------------------- |
|         | Qualifié pour la phase finale de l'Euroligue 3 |
|         | Éliminé                                        |

| Lodz Kielce Pardubice Gradačac Fenerbahçe |

#### Groupe C
À la suite du repêchage du CP Mideba en Euroligue 2, les Polonais de Konstancin rejoignent la compétition.
| PEL3 Groupe C |                                   |     |   |   |     |     |      |     |       |
|               | Équipe                            | Pts | G | P | Pm  | Pe  | Diff | Dép | Moy   |
| 1             | Gazişehir Gaziantep SC            | 8   | 4 | 0 | 317 | 164 | +153 |     | 79-41 |
| 2             | Megas Alexandros '94 Thessaloniki | 7   | 3 | 1 | 219 | 241 | -22  |     | 55-60 |
| 3             | IKS GTM Konstancin                | 6   | 2 | 2 | 247 | 266 | -19  |     | 62-67 |
| 4             | HSB Marseille                     | 5   | 1 | 3 | 211 | 254 | -43  |     | 53-64 |
| 5             | CAP SAAA Paris                    | 4   | 0 | 4 | 225 | 294 | -153 |     | 56-74 |

| Légende | Légende                                        |
| ------- | ---------------------------------------------- |
|         | Qualifié pour la phase finale de l'Euroligue 3 |
|         | Éliminé                                        |

| Thessalonique Marseille Paris Konstancin Gaziantep |

### Tournois de qualification 2020
Comme lors de la saison précédente, les vainqueurs des deux tournois se verront accorder une place pour l'EuroCup 2020.

#### Groupe A
| ELQT Groupe A |                                |     |   |   |     |     |      |     |       |
|               | Équipe                         | Pts | G | P | Pm  | Pe  | Diff | Dép | Moy   |
| 1             | Aigles du Puy-en-Velay         | 8   | 4 | 0 | 267 | 225 | +42  |     | 67-56 |
| 2             | RBB Munich Iguanas             | 7   | 3 | 1 | 286 | 214 | +72  |     | 72-54 |
| 3             | Keçiören Belediyesi EllerGücü  | 6   | 2 | 2 | 271 | 249 | +22  |     | 68-62 |
| 4             | Special Bergamo Sport Montello | 5   | 1 | 3 | 213 | 236 | -23  |     | 53-59 |
| 5             | KSS Mustang Konin              | 4   | 0 | 4 | 180 | 293 | -113 |     | 45-73 |

| Légende | Légende                      |
| ------- | ---------------------------- |
|         | Qualifié pour l'EuroCup 2020 |
|         | Éliminé                      |

| Le Puy-en-Velay Bergame Konin Keçiören Munich |

#### Groupe B
Les Polonais du KS Pactum Scyzory Kielce déclarent forfait avant le début de la compétition.
| ELQT Groupe B |                                      |     |   |   |     |     |      |     |       |
|               | Équipe                               | Pts | G | P | Pm  | Pe  | Diff | Dép | Moy   |
| 1             | Red Dragon's Saint-Avold             | 6   | 3 | 0 | 237 | 162 | +75  |     | 79-54 |
| 2             | Baskets 96 Rahden                    | 5   | 2 | 1 | 193 | 179 | +14  |     | 64-60 |
| 3             | Şanlıurfa BŞBSK                      | 4   | 1 | 2 | 212 | 244 | -32  |     | 71-81 |
| 4             | Dinamo Lab Banco di Sardegna Sassari | 3   | 0 | 3 | 192 | 249 | -57  |     | 64-83 |

| Légende | Légende                                  |
| ------- | ---------------------------------------- |
|         | Qualifié pour la finale du groupe        |
|         | Qualifié pour la petite finale du groupe |

| Rahden Kielce Saint-Avold Sassari Şanlıurfa |

|  | Finale                   |    |
|  |                          |    |
|  | 27 avril 2019            |    |
|  |                          |    |
|  | Red Dragon's Saint-Avold | 64 |
|  | Red Dragon's Saint-Avold | 64 |
|  | Baskets 96 Rahden        | 56 |
|  | Baskets 96 Rahden        | 56 |

|  | 3e place                             |    |
|  |                                      |    |
|  | 27 avril 2019                        |    |
|  |                                      |    |
|  | Şanlıurfa BŞBSK                      | 70 |
|  | Şanlıurfa BŞBSK                      | 70 |
|  | Dinamo Lab Banco di Sardegna Sassari | 82 |
|  | Dinamo Lab Banco di Sardegna Sassari | 82 |

## Phases finales

### Ligue des Champions

#### Quarts de finale
Les deux premiers de chaque poule se qualifient pour le final four. Les troisièmes sont reversés au tour final de l'Euroligue 1.

Groupe A

| QF Groupe A | QF Groupe A                | QF Groupe A | QF Groupe A | QF Groupe A | QF Groupe A | QF Groupe A | QF Groupe A | QF Groupe A | QF Groupe A |
|             | Équipe                     | Pts         | G           | P           | Pm          | Pe          | Diff        | Dép         | Moy         |
| ----------- | -------------------------- | ----------- | ----------- | ----------- | ----------- | ----------- | ----------- | ----------- | ----------- |
| 1           | RSB Thüringia Bulls        | 6           | 3           | 0           | 256         | 210         | +46         |             | 85-70       |
| 2           | BSR Amiab Albacete         | 4           | 1           | 2           | 192         | 196         | -4          | +3          | 64-65       |
| 3           | Beşiktaş TSBT              | 4           | 1           | 2           | 201         | 212         | -11         | +0          | 67-71       |
| 4           | UnipolSai Briantea84 Cantù | 4           | 1           | 2           | 180         | 211         | -31         | -3          | 60-70       |

| Légende | Légende                                        |
| ------- | ---------------------------------------------- |
|         | Qualifié pour les 1/2 finales                  |
|         | Qualifié pour la phase finale de l'Euroligue 1 |
|         | Éliminé                                        |

Groupe B

| QF Groupe B | QF Groupe B              | QF Groupe B | QF Groupe B | QF Groupe B | QF Groupe B | QF Groupe B | QF Groupe B | QF Groupe B | QF Groupe B |
|             | Équipe                   | Pts         | G           | P           | Pm          | Pe          | Diff        | Dép         | Moy         |
| ----------- | ------------------------ | ----------- | ----------- | ----------- | ----------- | ----------- | ----------- | ----------- | ----------- |
| 1           | CD Ilunion Madrid        | 6           | 3           | 0           | 250         | 211         | +39         |             | 83-70       |
| 2           | RSV Lahn-Dill            | 5           | 2           | 1           | 225         | 221         | +4          |             | 75-74       |
| 3           | Bidaideak Bilbao BSR     | 4           | 1           | 2           | 213         | 217         | -4          |             | 71-72       |
| 4           | Deco Amicacci Giulianova | 3           | 0           | 3           | 204         | 243         | -39         |             | 68-81       |

| Légende | Légende                                        |
| ------- | ---------------------------------------------- |
|         | Qualifié pour les 1/2 finales                  |
|         | Qualifié pour la phase finale de l'Euroligue 1 |
|         | Éliminé                                        |

#### Final Four
|  | 1/2 finales         | 1/2 finales         |                   |    | Finale     | Finale     |
|  | 1/2 finales         | 1/2 finales         |                   |    | Finale     | Finale     |
|  |                     |                     |                   |    |            |            |
|  | 3 mai 2019          | 3 mai 2019          |                   |    | 4 mai 2019 | 4 mai 2019 |
|  | 3 mai 2019          | 3 mai 2019          |                   |    | 4 mai 2019 | 4 mai 2019 |
|  | BSR Amiab Albacete  | 58                  |                   |    | 4 mai 2019 | 4 mai 2019 |
|  | BSR Amiab Albacete  | 58                  |                   |    | 4 mai 2019 | 4 mai 2019 |
|  | CD Ilunion Madrid   | 74                  |                   |    | 4 mai 2019 | 4 mai 2019 |
|  | CD Ilunion Madrid   | 74                  | CD Ilunion Madrid | 69 |            |            |
|  | 3 mai 2019          |                     | CD Ilunion Madrid | 69 |            |            |
|  |                     | RSB Thüringia Bulls | 71                |    |            |            |
|  | RSV Lahn-Dill       | RSB Thüringia Bulls | 71                | 49 |            |            |
|  | RSV Lahn-Dill       |                     |                   | 49 |            |            |
|  | RSB Thüringia Bulls | 78                  |                   |    |            |            |
|  | RSB Thüringia Bulls | 78                  | 3e place          |    |            |            |
|  |                     |                     |                   |    |            |            |
|  | 4 mai 2019          |                     |                   |    |            |            |
|  |                     |                     |                   |    |            |            |
|  | BSR Amiab Albacete  | 64                  |                   |    |            |            |
|  | BSR Amiab Albacete  | 64                  |                   |    |            |            |
|  | RSV Lahn-Dill       | 81                  |                   |    |            |            |
|  | RSV Lahn-Dill       | 81                  |                   |    |            |            |

### Euroligue 1

#### Phase de groupes
Groupe A

| FEL1 Groupe A | FEL1 Groupe A        | FEL1 Groupe A | FEL1 Groupe A | FEL1 Groupe A | FEL1 Groupe A | FEL1 Groupe A | FEL1 Groupe A | FEL1 Groupe A | FEL1 Groupe A |
|               | Équipe               | Pts           | G             | P             | Pm            | Pe            | Diff          | Dép           | Moy           |
| ------------- | -------------------- | ------------- | ------------- | ------------- | ------------- | ------------- | ------------- | ------------- | ------------- |
| 1             | Beşiktaş TSBT        | 6             | 3             | 0             | 207           | 174           | +33           |               | 69-58         |
| 2             | Bidaideak Bilbao BSR | 5             | 2             | 1             | 206           | 168           | +38           |               | 69-56         |
| 3             | Sheffield Steelers   | 4             | 1             | 2             | 189           | 189           | +0            |               | 63-63         |
| 4             | RSC Köln 99ers       | 3             | 0             | 3             | 145           | 216           | +0            |               | 48-72         |

| Légende | Légende                       |
| ------- | ----------------------------- |
|         | Qualifié pour les 1/2 finales |
|         | Éliminé                       |

Groupe B

| FEL1 Groupe B | FEL1 Groupe B                   | FEL1 Groupe B | FEL1 Groupe B | FEL1 Groupe B | FEL1 Groupe B | FEL1 Groupe B | FEL1 Groupe B | FEL1 Groupe B | FEL1 Groupe B |
|               | Équipe                          | Pts           | G             | P             | Pm            | Pe            | Diff          | Dép           | Moy           |
| ------------- | ------------------------------- | ------------- | ------------- | ------------- | ------------- | ------------- | ------------- | ------------- | ------------- |
| 1             | Hornets Le Cannet               | 6             | 3             | 0             | 232           | 159           | +73           |               | 77-53         |
| 2             | Galatasaray SK                  | 4             | 1             | 2             | 200           | 193           | +7            | +17           | 67-64         |
| 3             | BSR ACE Gran Canaria            | 4             | 1             | 2             | 163           | 173           | -10           | +14           | 54-58         |
| 4             | TSK Rehab Merkezi Engelliler SK | 4             | 1             | 2             | 145           | 215           | -70           | -31           | 48-72         |

| Légende | Légende                       |
| ------- | ----------------------------- |
|         | Qualifié pour les 1/2 finales |
|         | Éliminé                       |

#### Tableau final
Les équipes classées aux deux premières places de chaque groupe se disputent le titre.
|  | 1/2 finales          | 1/2 finales          |               |    | Finale        | Finale        |
|  | 1/2 finales          | 1/2 finales          |               |    | Finale        | Finale        |
|  |                      |                      |               |    |               |               |
|  | 27 avril 2019        | 27 avril 2019        |               |    | 28 avril 2019 | 28 avril 2019 |
|  | 27 avril 2019        | 27 avril 2019        |               |    | 28 avril 2019 | 28 avril 2019 |
|  | Beşiktaş TSBT        | 77                   |               |    | 28 avril 2019 | 28 avril 2019 |
|  | Beşiktaş TSBT        | 77                   |               |    | 28 avril 2019 | 28 avril 2019 |
|  | Galatasaray SK       | 65                   |               |    | 28 avril 2019 | 28 avril 2019 |
|  | Galatasaray SK       | 65                   | Beşiktaş TSBT | 67 |               |               |
|  | 27 avril 2019        |                      | Beşiktaş TSBT | 67 |               |               |
|  |                      | Bidaideak Bilbao BSR | 71            |    |               |               |
|  | Hornets Le Cannet    | Bidaideak Bilbao BSR | 71            | 67 |               |               |
|  | Hornets Le Cannet    |                      |               | 67 |               |               |
|  | Bidaideak Bilbao BSR | 79                   |               |    |               |               |
|  | Bidaideak Bilbao BSR | 79                   | 3e place      |    |               |               |
|  |                      |                      |               |    |               |               |
|  | 28 avril 2019        |                      |               |    |               |               |
|  |                      |                      |               |    |               |               |
|  | Galatasaray SK       | 65                   |               |    |               |               |
|  | Galatasaray SK       | 65                   |               |    |               |               |
|  | Hornets Le Cannet    | 73                   |               |    |               |               |
|  | Hornets Le Cannet    | 73                   |               |    |               |               |

Les équipes classées aux deux dernières places de chaque groupe sont reversées dans ce tableau de classement.
|  | 5e place             |    |
|  |                      |    |
|  | 27 avril 2019        |    |
|  |                      |    |
|  | Sheffield Steelers   | 80 |
|  | Sheffield Steelers   | 80 |
|  | BSR ACE Gran Canaria | 64 |
|  | BSR ACE Gran Canaria | 64 |

|  | 7e place                        |    |
|  |                                 |    |
|  | 27 avril 2019                   |    |
|  |                                 |    |
|  | RSC Köln 99ers                  | 75 |
|  | RSC Köln 99ers                  | 75 |
|  | TSK Rehab Merkezi Engelliler SK | 61 |
|  | TSK Rehab Merkezi Engelliler SK | 61 |

### Euroligue 2

#### Phase de groupes
Groupe A

| FEL2 Groupe A | FEL2 Groupe A           | FEL2 Groupe A | FEL2 Groupe A | FEL2 Groupe A | FEL2 Groupe A | FEL2 Groupe A | FEL2 Groupe A | FEL2 Groupe A | FEL2 Groupe A |
|               | Équipe                  | Pts           | G             | P             | Pm            | Pe            | Diff          | Dép           | Moy           |
| ------------- | ----------------------- | ------------- | ------------- | ------------- | ------------- | ------------- | ------------- | ------------- | ------------- |
| 1             | SSD Santa Lucia         | 6             | 3             | 0             | 202           | 196           | +6            |               | 67-65         |
| 2             | ASD Santo Stefano Sport | 5             | 2             | 1             | 209           | 172           | +37           |               | 70-57         |
| 3             | Oldham Owls             | 4             | 1             | 2             | 187           | 181           | +6            |               | 62-60         |
| 4             | KKI Vrbas Banja Luka    | 3             | 0             | 3             | 189           | 238           | -49           |               | 63-79         |

| Légende | Légende                       |
| ------- | ----------------------------- |
|         | Qualifié pour les 1/2 finales |
|         | Éliminé                       |

Groupe B

| FEL2 Groupe B | FEL2 Groupe B                      | FEL2 Groupe B | FEL2 Groupe B | FEL2 Groupe B | FEL2 Groupe B | FEL2 Groupe B | FEL2 Groupe B | FEL2 Groupe B | FEL2 Groupe B |
|               | Équipe                             | Pts           | G             | P             | Pm            | Pe            | Diff          | Dép           | Moy           |
| ------------- | ---------------------------------- | ------------- | ------------- | ------------- | ------------- | ------------- | ------------- | ------------- | ------------- |
| 1             | CP Mideba Extremadura              | 6             | 3             | 0             | 272           | 110           | +162          |               | 91-37         |
| 2             | Ilan Ramat Gan                     | 5             | 2             | 1             | 171           | 183           | -12           |               | 57-61         |
| 3             | BKIS Nevskiy Alyans VOI            | 4             | 1             | 2             | 164           | 177           | -13           |               | 55-59         |
| 4             | ASD Padova Millennium Basket ONLUS | 3             | 0             | 3             | 105           | 242           | -137          |               | 34-81         |

| Légende | Légende                       |
| ------- | ----------------------------- |
|         | Qualifié pour les 1/2 finales |
|         | Éliminé                       |

#### Tableau final
Les équipes classées aux deux premières places de chaque groupe se disputent le titre.
|  | 1/2 finales             | 1/2 finales           |                 |    | Finale        | Finale        |
|  | 1/2 finales             | 1/2 finales           |                 |    | Finale        | Finale        |
|  |                         |                       |                 |    |               |               |
|  | 27 avril 2019           | 27 avril 2019         |                 |    | 28 avril 2019 | 28 avril 2019 |
|  | 27 avril 2019           | 27 avril 2019         |                 |    | 28 avril 2019 | 28 avril 2019 |
|  | SSD Santa Lucia         | 79                    |                 |    | 28 avril 2019 | 28 avril 2019 |
|  | SSD Santa Lucia         | 79                    |                 |    | 28 avril 2019 | 28 avril 2019 |
|  | Ilan Ramat Gan          | 61                    |                 |    | 28 avril 2019 | 28 avril 2019 |
|  | Ilan Ramat Gan          | 61                    | SSD Santa Lucia | 61 |               |               |
|  | 27 avril 2019           |                       | SSD Santa Lucia | 61 |               |               |
|  |                         | CP Mideba Extremadura | 86              |    |               |               |
|  | CP Mideba Extremadura   | CP Mideba Extremadura | 86              | 70 |               |               |
|  | CP Mideba Extremadura   |                       |                 | 70 |               |               |
|  | ASD Santo Stefano Sport | 68                    |                 |    |               |               |
|  | ASD Santo Stefano Sport | 68                    | 3e place        |    |               |               |
|  |                         |                       |                 |    |               |               |
|  | 28 avril 2019           |                       |                 |    |               |               |
|  |                         |                       |                 |    |               |               |
|  | Ilan Ramat Gan          | 62                    |                 |    |               |               |
|  | Ilan Ramat Gan          | 62                    |                 |    |               |               |
|  | ASD Santo Stefano Sport | 52                    |                 |    |               |               |
|  | ASD Santo Stefano Sport | 52                    |                 |    |               |               |

Les équipes classées aux deux dernières places de chaque groupe sont reversées dans ce tableau de classement.
|  | 5e place                |    |
|  |                         |    |
|  | 27 avril 2019           |    |
|  |                         |    |
|  | Oldham Owls             | 74 |
|  | Oldham Owls             | 74 |
|  | BKIS Nevskiy Alyans VOI | 51 |
|  | BKIS Nevskiy Alyans VOI | 51 |

|  | 7e place                           |    |
|  |                                    |    |
|  | 27 avril 2019                      |    |
|  |                                    |    |
|  | KKI Vrbas Banja Luka               | 72 |
|  | KKI Vrbas Banja Luka               | 72 |
|  | ASD Padova Millennium Basket ONLUS | 57 |
|  | ASD Padova Millennium Basket ONLUS | 57 |

### Euroligue 3

#### Phase de groupes
Groupe A

| FEL3 Groupe A | FEL3 Groupe A                   | FEL3 Groupe A | FEL3 Groupe A | FEL3 Groupe A | FEL3 Groupe A | FEL3 Groupe A | FEL3 Groupe A | FEL3 Groupe A | FEL3 Groupe A |
|               | Équipe                          | Pts           | G             | P             | Pm            | Pe            | Diff          | Dép           | Moy           |
| ------------- | ------------------------------- | ------------- | ------------- | ------------- | ------------- | ------------- | ------------- | ------------- | ------------- |
| 1             | Fenerbahçe Engelli Yıldızlar SK | 6             | 3             | 0             | 245           | 184           | +61           |               | 82-61         |
| 2             | Izmir Büyükşehir                | 5             | 2             | 1             | 219           | 186           | +33           |               | 73-62         |
| 3             | CD Amfiv Vigo                   | 4             | 1             | 2             | 221           | 217           | +4            |               | 74-72         |
| 4             | London Titans                   | 3             | 0             | 3             | 140           | 238           | -98           |               | 47-79         |

| Légende | Légende                       |
| ------- | ----------------------------- |
|         | Qualifié pour les 1/2 finales |
|         | Éliminé                       |

Groupe B

| FEL3 Groupe B | FEL3 Groupe B             | FEL3 Groupe B | FEL3 Groupe B | FEL3 Groupe B | FEL3 Groupe B | FEL3 Groupe B | FEL3 Groupe B | FEL3 Groupe B | FEL3 Groupe B |
|               | Équipe                    | Pts           | G             | P             | Pm            | Pe            | Diff          | Dép           | Moy           |
| ------------- | ------------------------- | ------------- | ------------- | ------------- | ------------- | ------------- | ------------- | ------------- | ------------- |
| 1             | Gazişehir Gaziantep SC    | 6             | 3             | 0             | 223           | 167           | +56           |               | 74-56         |
| 2             | ASD Handicap Sport Varese | 5             | 2             | 1             | 180           | 153           | +27           |               | 60-51         |
| 3             | Beit Halochem Tel Aviv    | 4             | 1             | 2             | 191           | 190           | +1            |               | 64-63         |
| 4             | RBB Flink Stones Graz     | 3             | 0             | 3             | 123           | 207           | -84           |               | 41-69         |

| Légende | Légende                       |
| ------- | ----------------------------- |
|         | Qualifié pour les 1/2 finales |
|         | Éliminé                       |

#### Tableau final
Les équipes classées aux deux premières places de chaque groupe se disputent le titre.
|  | 1/2 finales                     | 1/2 finales            |                                 |    | Finale        | Finale        |
|  | 1/2 finales                     | 1/2 finales            |                                 |    | Finale        | Finale        |
|  |                                 |                        |                                 |    |               |               |
|  | 27 avril 2019                   | 27 avril 2019          |                                 |    | 28 avril 2019 | 28 avril 2019 |
|  | 27 avril 2019                   | 27 avril 2019          |                                 |    | 28 avril 2019 | 28 avril 2019 |
|  | Fenerbahçe Engelli Yıldızlar SK | 82                     |                                 |    | 28 avril 2019 | 28 avril 2019 |
|  | Fenerbahçe Engelli Yıldızlar SK | 82                     |                                 |    | 28 avril 2019 | 28 avril 2019 |
|  | ASD Handicap Sport Varese       | 53                     |                                 |    | 28 avril 2019 | 28 avril 2019 |
|  | ASD Handicap Sport Varese       | 53                     | Fenerbahçe Engelli Yıldızlar SK | 66 |               |               |
|  | 27 avril 2019                   |                        | Fenerbahçe Engelli Yıldızlar SK | 66 |               |               |
|  |                                 | Gazişehir Gaziantep SC | 51                              |    |               |               |
|  | Gazişehir Gaziantep SC          | Gazişehir Gaziantep SC | 51                              | 68 |               |               |
|  | Gazişehir Gaziantep SC          |                        |                                 | 68 |               |               |
|  | Izmir Büyükşehir                | 58                     |                                 |    |               |               |
|  | Izmir Büyükşehir                | 58                     | 3e place                        |    |               |               |
|  |                                 |                        |                                 |    |               |               |
|  | 28 avril 2019                   |                        |                                 |    |               |               |
|  |                                 |                        |                                 |    |               |               |
|  | ASD Handicap Sport Varese       | 41                     |                                 |    |               |               |
|  | ASD Handicap Sport Varese       | 41                     |                                 |    |               |               |
|  | Izmir Büyükşehir                | 79                     |                                 |    |               |               |
|  | Izmir Büyükşehir                | 79                     |                                 |    |               |               |

Les équipes classées aux deux dernières places de chaque groupe sont reversées dans ce tableau de classement.
|  | 5e place               |    |
|  |                        |    |
|  | 27 avril 2019          |    |
|  |                        |    |
|  | CD Amfiv Vigo          | 75 |
|  | CD Amfiv Vigo          | 75 |
|  | Beit Halochem Tel Aviv | 55 |
|  | Beit Halochem Tel Aviv | 55 |

|  | 7e place              |    |
|  |                       |    |
|  | 27 avril 2019         |    |
|  |                       |    |
|  | London Titans         | 64 |
|  | London Titans         | 64 |
|  | RBB Flink Stones Graz | 44 |
|  | RBB Flink Stones Graz | 44 |

## Classements finaux
|                    | Ligue des Champions                                 | Ligue des Champions | Euroligue 1                     | Euroligue 1 | Euroligue 2                        | Euroligue 2 | Euroligue 3                     | Euroligue 3 |
| Rang               | Équipe                                              | V-D                 | Équipe                          | V-D         | Équipe                             | V-D         | Équipe                          | V-D         |
| ------------------ | --------------------------------------------------- | ------------------- | ------------------------------- | ----------- | ---------------------------------- | ----------- | ------------------------------- | ----------- |
| Médaille d'or      | RSB Thüringia Bulls                                 | 5-0                 | Bidaideak Bilbao BSR            | 4-1         | CP Mideba Extremadura              | 5-0         | Fenerbahçe Engelli Yıldızlar SK | 5-0         |
| Médaille d'argent  | CD Ilunion Madrid                                   | 4-1                 | Beşiktaş TSBT                   | 4-1         | SSD Santa Lucia                    | 4-1         | Gazişehir Gaziantep SC          | 4-1         |
| Médaille de bronze | RSV Lahn-Dill                                       | 3-2                 | Hornets Le Cannet               | 4-1         | Ilan Ramat Gan                     | 3-2         | Izmir Büyükşehir                | 3-2         |
| 4                  | BSR Amiab Albacete                                  | 1-4                 | Galatasaray SK                  | 1-4         | ASD Santo Stefano Sport            | 2-3         | ASD Handicap Sport Varese       | 2-3         |
| 5                  | Beşiktaş TSBT Bidaideak Bilbao BSR                  | 1-2 1-2             | Sheffield Steelers              | 2-2         | Oldham Owls                        | 2-2         | CD Amfiv Vigo                   | 2-2         |
| 6                  | Beşiktaş TSBT Bidaideak Bilbao BSR                  | 1-2 1-2             | BSR ACE Gran Canaria            | 1-3         | BKIS Nevskiy Alyans VOI            | 1-3         | Beit Halochem Tel Aviv          | 1-3         |
| 7                  | UnipolSai Briantea84 Cantù Deco Amicacci Giulianova | 1-2 0-3             | RSC Köln 99ers                  | 1-3         | KKI Vrbas Banja Luka               | 1-3         | London Titans                   | 1-3         |
| 8                  | UnipolSai Briantea84 Cantù Deco Amicacci Giulianova | 1-2 0-3             | TSK Rehab Merkezi Engelliler SK | 1-3         | ASD Padova Millennium Basket ONLUS | 0-4         | RBB Flink Stones Graz           | 0-4         |

## Classement IWBF des clubs à l'issue de la saison
L'IWBF édite chaque année un classement basé sur les performances des clubs dans les compétitions européennes sur les trois dernières années. Il permet de répartir les équipes dans les quatre divisions du tour préliminaire de l'EuroCup.
Classement arrêté à la fin de la saison 2018-2019
| Place | Équipe                               | Points | Évolution après 2019 |
| ----- | ------------------------------------ | ------ | -------------------- |
| 1     | RSB Thüringia Bulls                  | 321    | +2                   |
| 2     | CD Ilunion Madrid                    | 315    | -1                   |
| 3     | RSV Lahn-Dill                        | 303    | +1                   |
| 4     | Unipol Sai Briantea84 Cantú          | 278    | -2                   |
| 5     | BSR Amiab Albacete                   | 272    | +3                   |
| 6     | Bidaideak Bilbao BSR                 | 257    | +3                   |
| 6     | Beşiktaş JK                          | 257    | en stagnation        |
| 8     | Galatasaray SK                       | 253    | -3                   |
| 9     | DECO Amicacci Giulianova             | 233    | +4                   |
| 10    | BG Baskets Hamburg                   | 223    | -3                   |
| 11    | Hornets Le Cannet                    | 210    | +7                   |
| 12    | CS Meaux BF                          | 208    | -1                   |
| 13    | BSR ACE Gran Canaria                 | 199    | +3                   |
| 14    | GSD Porto Torres                     | 191    | +1                   |
| 14    | Oldham Owls                          | 191    | -4                   |
| 16    | Ilan Ramat Gan                       | 189    | -5                   |
| 17    | Sheffield Steelers                   | 188    | +10                  |
| 18    | RSC Köln 99ers                       | 174    | +8                   |
| 19    | Interwetten Coloplast Sitting Bulls  | 163    | -3                   |
| 20    | TSK Rehab Merkezi Engelliler SK      | 160    | +9                   |
| 21    | BasKI Neva Star                      | 153    | +1                   |
| 22    | Beit Halochem Haïfa                  | 149    | +1                   |
| 23    | BKIS Nevskiy Alyans VOI              | 147    | +3                   |
| 24    | Pilatus Dragons RCZS                 | 145    | en stagnation        |
| 25    | London Titans                        | 129    | +4                   |
| 26    | SSD Santa Lucia                      | 124    | +1                   |
| 27    | CP Mideba Extremadura                | 122    | +15                  |
| 28    | ASD Handicap Sport Varese            | 116    | -7                   |
| 29    | Kardemir Karabükspor Kulübü          | 115    | -15                  |
| 30    | ASD Santo Stefano Sport              | 114    | +16                  |
| 31    | ASD Padova Millennium Basket ONLUS   | 108    | en stagnation        |
| 31    | KKI Vrbas Banja Luka                 | 108    | +7                   |
| 33    | SC Only Friends Amsterdam            | 103    | -3                   |
| 34    | CTH Lannion                          | 95     | +2                   |
| 35    | Izmir BB Genclik VESK                | 93     | +8                   |
| 36    | SC Devedo                            | 87     | +2                   |
| 37    | Toulouse IC                          | 83     | -4                   |
| 38    | Beit Halochem Tel Aviv               | 78     | -3                   |
| 39    | Yalova Ortopedikler SK               | 72     | +1                   |
| 40    | Iberconsa Amfiv Vigo                 | 65     | +?                   |
| 41    | Fenerbahçe Engelli Yıldızlar SK      | 60     | entrée               |
| 42    | Les Aigles de Meyrin                 | 59     | +2                   |
| 42    | Meylan Grenoble HB                   | 59     | -2                   |
| 44    | RBB Flink Stones Graz                | 56     | +?                   |
| 45    | Gazişehir Gaziantep SC               | 54     | +?                   |
| 46    | PDM Treviso                          | 48     | +?                   |
| 47    | Rhine River Rhinos Wiesbaden         | 46     | -12                  |
| 48    | WB Studánka Pardubice                | 45     | -1                   |
| 49    | HSB Marseille                        | 44     | -1                   |
| 49    | Antwerp GEMBO Players                | 44     | -13                  |
| 49    | Hyères HC                            | 44     | -24                  |
| 52    | KS Pactum Scyzory Kielce             | 42     | ?                    |
| 53    | IKS GTM Konstancin                   | 38     | ?                    |
| 54    | Girne American University WBT        | 37     | ?                    |
| 54    | CAPSAAA Paris                        | 37     | -5                   |
| 56    | Megas Alexandros '94 Thessaloniki    | 34     | ?                    |
| 56    | Krylja Barsa Kazan                   | 34     | ?                    |
| 58    | Léopards de Guyenne Bordeaux         | 33     | -13                  |
| 59    | LTRSN Łódź                           | 30     | ?                    |
| 60    | KIK Zmaj Gradačac                    | 28     | ?                    |
| 60    | BSR Fundacion Grupo Norte Valladolid | 28     | -30                  |
| 62    | Aigles du Puy-en-Velay               | 16     | entrée               |
| 63    | GS Dodekanisos                       | 6      | ?                    |
| 64    | Coyotes WBC Nottingham               | 5      | ?                    |